# I-30 (подводная лодка)
I-30 — японская подводная лодка типа «I-15», состоявшая на вооружении Императорского флота Японии во время Второй мировой войны. Участвовала в выполнении секретной миссии по помощи нацистской Германии. Первая японская подлодка, попавшая в Европу (август 1942, Лорьян). По возвращении в Сингапур подлодка, нагруженная грузом военного назначения, натолкнулась на мину и затонула: удалось спасти только часть груза.

## Общее описание
Подводные лодки типа «I-15» (типа B1) — дальнейшее развитие подводных лодок подтипа KD6 типа «Кайдай». Лодки типа «I-15» оснащались гидросамолётом для ведения разведки в море. Водоизмещение — 2631 т в надводном положении и 3713 т в подводном положении. Главные размерения: длина 108,7 м, ширина 9,3 м и осадка 5,1 м. Рабочая глубина — 100 м.
Главная энергетическая установка состояла из двух дизельных двигателей, каждый из которых при мощности в 6200 л. с. приводил в движение по одному винту. Мощность электромотора, применявшегося для перемещения под водой — 1000 л. с. Максимальная скорость — 23,6 узла на поверхности и 8 узлов под водой. Дальность плавания над водой — 14 тысяч морских миль при скорости 16 узлов, под водой — 96 морских миль при скорости 3 узла.
Подлодка была вооружена шестью носовыми 533-мм торпедными аппаратами и несла на борту до 17 торпед. Артиллерия — 140-мм морское орудие Тип 11-й год и два 25-мм зенитных орудия Тип 96.. В районе капитанского мостика располагался авиаангар, на передней палубе находилась авиационная катапульта.

## Служба
Подлодка заложена в морском арсенале Куре 7 июня 1939 года, спущена на воду 17 сентября 1940 года, достроена 28 февраля 1942 года. Первый командир — Эндо Синобу.

### Операции в Индийском океане
27 марта 1942 года командование кригсмарине обратилось с просьбой к Императорскому флоту начать неограниченную подводную войну в Индийском океане против тихоокеанских конвоев. 8 апреля японцы согласились разместить отряд подводных лодок у побережья Восточной Африки. 1-й дивизион 8-й эскадрильи подводных лодок покинул базу и принял задание. 11 апреля подлодка I-30 вышла из Куре в Пенанг, прибыв туда 20 апреля, а через два дня при поддержке вспомогательного крейсера «Аикоку Мару» отправилась патрулировать восточноафриканское побережье. В мае она подошла к африканскому побережью, запустив гидросамолёт Yokosuka E14Y для разведки над Аденом, Занзибаром и Дар-эс-Саламом, а также южноафриканскими городами Дурбан, Ист-Лондон, Порт-Элизабет и Саймонстаун для поиска мишеней.
В ночь на 29 мая 1942 года I-30 отправила свой самолёт в гавань города Диего-Суарес на северном побережье Мадагаскара, которое было оккупировано британцами. Самолёт обнаружил на якорной стоянке линкор «Рамильес» вместе с эсминцами «Данкан» и «Эктив», корветами «Джениста» и «Тайм», транспортным кораблём «Каранджа», госпитальным судном «Атлантис», танкером «Бритиш Лоялити», грузовым кораблём «Лландафф Касл» и кораблём с боеприпасами. На следующую ночь подводные лодки типа «C» (подтип «I-16») под названиями I-16 и I-20 выпустили несколько сверхмалых субмарин класса A на расстоянии 10 морских миль от гавани. В 20:25 одна из них выпустила торпеду, повредив «Рамильес». Корветы контратаковали, сбросив глубинные бомбы, но в 21:20 ещё одна торпеда (её выпустила мини-субмарина, которую отправила I-20) попала в танкер и привела к его затоплению. Мини-субмарина, которую отправила I-16, пропала без вести (предположительно, затонула), а другая мини-субмарина села на мель. Два члена экипажа подлодки погибли в перестрелке с британскими морскими пехотинцами.

### Путь в Европу
В середине июня 1942 года I-30 отправилась с секретной миссией «Янаги» в Европу, обогнув мыс Доброй Надежды и выйдя в Атлантику. 2 августа она прибыла в Бискайский залив и под прикрытием тральщиков типа «M» и бомбардировщиков Junkers Ju 88 прибыла в Лорьян, став первой японской субмариной, прибывшей в Европу во время Второй мировой войны. Экипаж подлодки был принят гросс-адмиралом Эрихом Редером, адмиралом Карлом Дёницем и капитаном Ёкои Тадао, японским военно-морским атташе в Германии. Моряки совершили поездку в Берлин, где командир подлодки Эндо был представлен Адольфу Гитлеру, а затем через Париж отправились в Лорьян. Тем временем с I-30 было выгружено 1500 кг слюды и 650 кг шеллака, а также чертежи авиационной торпеды Тип 91. Немцы же покрасили I-30 в тот же серый цвет, в какой они красили свою субмарины, и установили на борт лодки радар Metox и счетверённое 20-мм зенитное орудие Flakvierling 38 вместо 25-мм зенитной пушки Тип 96
I-30 покинула порт Лорьяна 22 августа, на борту находился в качестве пассажира японский инженер. На подводную лодку были погружены чертежи и полный комплект радара ПВО типа «Вюрцбург», пять торпед G7a и три торпеды G7e, пять «Torpedovorhalterechner» (счётно-решающих приборов для управления торпедным огнём), 240 противосонарных устройств Bolde, планирующие и ракетные управляемые авиабомбы, противотанковые орудия, система управления зенитной артиллерией Zeiss, 200 зенитных орудий калибром 20 мм, технические алмазы на сумму в 1 млн японских иен и 50 шифровальных машин «Enigma T».

### Гибель
8 октября 1942 года подлодка прибыла в Пенанг для дозаправки и ремонта, а затем отправилась в Сингапур, прибыв туда ранним утром 13 октября. В 16:00 она взяла курс на побережье Японии, однако в трёх милях к востоку от Кеппель-Харбор столкнулась с морской миной и затонула. Погибло 13 человек. 101-й спасательный отряд Императорского флота Японии сумел поднять со дна часть груза, в том числе значительную часть 20-мм орудий, счётно-решающих приборов для управления торпедным огнём и чертежи радара, однако из-за долгого пребывания в солёной воде весь поднятый груз пришёл в негодность, а радарное оборудование было полностью уничтожено.
С августа 1959 по февраль 1960 года компания «Хокусей Семпаку Когё» подняла субмарину со дна моря и затем отправила остатки на слом.